# Āfambo Hāyk'
Āfambo Hāyk' är en sjö i Etiopien.   Den ligger i regionen Afar, i den nordöstra delen av landet, 400 km nordost om huvudstaden Addis Abeba. Āfambo Hāyk' ligger 339 meter över havet. Arean är 35 kvadratkilometer. Omgivningarna runt Āfambo Hāyk' är i huvudsak ett öppet busklandskap. Den sträcker sig 14,6 kilometer i nord-sydlig riktning, och 6,7 kilometer i öst-västlig riktning.